# Alsenosmia macrophylla
Alsenosmia es un género monotípico de plantas fanerógamas  perteneciente a la familia Alseuosmiaceae. Su única especie: Alsenosmia macrophylla Endl. es originaria de Nueva Zelanda.

## Taxonomía
Alsenosmia macrophylla fue descrita por  Stephan Ladislaus Endlicher, y publicado en Enchir. Bot. (Endlicher) 284 (1841) sphalm.